# Capitani e Re (romanzo)
Capitani e Re (Captains and the Kings) è un romanzo di Taylor Caldwell, pubblicato negli Stati Uniti nel 1972. In Italia è apparso nel 1974, nella traduzione di Adriana Macchetta.
Il libro è stato tradotto in francese, turco, ebraico, olandese, neogreco, spagnolo, tedesco, persiano.

## Trama

### Parte prima: Joseph Francis Xavier Armagh
Su una nave di disperati emigranti irlandesi, nel 1852 circa, giunge in prossimità delle coste di New York anche la famiglia Armagh, composta dalla madre (Moira), da Joseph di 13 anni, da Sean di 6 anni e da un bimbo in arrivo. Quando nasce anche questa creatura, una bambina, la madre muore per emorragia causata dal parto. Joseph sa che il loro padre li dovrebbe aspettare al molo di arrivo e crede di intravederlo tra gli astanti in attesa dello sbarco, peraltro rifiutato, ma apprende da un sacerdote sceso a terra che Daniel Armagh è morto da due mesi e nessuno accoglierà i piccoli. Respinti da tre porti per le condizioni insane in cui versano, causate dalla miseria e dalle privazioni sulla nave e dopo aver subito durante il viaggio  continue morti e malattie di ogni tipo, i superstiti sono accolti in Pennsylvania e Joseph si mette immediatamente a lavorare per mantenere se stesso e i fratellini, affidati all'orfanotrofio cattolico della città di Winfield.
Il tempo passa e il giovane si priva di ogni possibile comfort per avere denaro, finché, a quasi diciotto anni, fugge dalla città con soldi presi a prestito per giungere a Titusville, dove sono stati scoperti ricchi pozzi di petrolio. Mentre viaggia sulla piattaforma che unisce i due vagoni del treno, conosce un ragazzino di origine libanese, Haroun Zieff. Poco dopo, Haroun scivola nei meccanismi della piattaforma e rischia di perdere un piede, ma Joseph lo soccorre e libera con molta prontezza. Questo attira l'attenzione di un signore, Ed Healey, che prende i ragazzi con sé, cura Haroun, quindi li porta in casa propria, offrendo lavoro, vitto e alloggio. Su suggerimento di Healey, Haroun si fa chiamare Harry Zeff; Joseph si presenta come Joe Francis e nasconde a tutti per molti anni il suo nome completo e le origini irlandesi, per evitare le grevi discriminazioni.
Le attività di Healey sono di ogni genere, dall'impresa alla speculazione. Joseph diventa suo contabile e uomo di fiducia e si trova alle prese con sterminati affari, ma la sua intelligenza e l'istruzione che ha curato negli anni gli consentono di onorare egregiamente gli incarichi affidatigli. Allo scoppio della Guerra di Secessione, Healey si lancia in un duplice contrabbando di armi e, sotto la guida di Montrose, uomo distinto dei cui insegnamenti il giovane lucra, Joseph entra nel rischioso gioco. Si mostra però freddo, avveduto e capace di gestire una situazione altamente pericolosa, ferendo l'uomo che sta per tradirli, ma evitando l'omicidio. In seguito saprà che Montrose è un signore del Sud (Virginia), il cui vero nome è Devereaux, e che ha avuto un figlio da una meticcia, ma è fiero di entrambi.
Con il passare degli anni, Joseph si è enormemente arricchito, grazie ad abili azioni finanziarie, ma ha beneficato anche Healey che, morendo, lo nomina suo erede principale e lascia molti incentivi ai suoi dipendenti più fidati affinché rimangano a fianco di Joseph. Così, a soli 26 anni, egli può riunirsi ai fratelli e riversare su di loro tutte le sue ambizioni. A tale proposito chiama un giovane assai colto, Timothy Dineen, per istruirli. Ma il fratello Sean si rivela piuttosto complesso: effeminato, innamorato del canto e delle arti, inetto a studi più pratici, narcisista e vittimista. Egli rimprovera di nascosto a Joseph di essere stato troppo tempo lontano da loro, solo per fare denaro: questa ingratitudine è tale che un giorno Joseph, dopo un litigio, lo caccia. Invece la sorella Mary Regina è l'amore di Joseph e ha un ottimo influsso su di lui, ma non riesce a fargli accettare il fatto che desidera entrare in convento. Quando parte, dopo il matrimonio di Joseph, egli si sente tradito e cancella anche lei dalla sua vita.
Un effetto della nuova posizione di Joseph si traduce nella sua adesione a due organismi, specie di società segrete, in cui molti magnati internazionali della finanza predispongono azioni atte a provocare guerre o dittature in paesi vari, al fine di rendere sempre più indispensabile la produzione di armi e di ogni altro prodotto bellico. Tra le azioni di questi "club" c'è anche la decisione di intervenire nei confronti di politici troppo inclini alla pace o ad altre riforme, come riduzioni di orario lavorativo e limitazioni sullo sfruttamento minorile. Da sempre, Joseph conosce Tom Hennessey, uomo politico di grande influenza, ma poco corretto e dedito alla corruzione oltre che ad uno stile di vita dissoluto. Segretamente innamorato di Katherine, giovane moglie di Tom che Joseph aveva intravisto dedita ad opere di carità e che a lui stesso tramite esse aveva regalato libri, un giorno viene chiamato al suo capezzale dalla donna che ha avuto un colpo, scoprendo le infedeltà del marito e per le continue umiliazioni subite. Katherine, in punto di morte, gli chiede di sposare la figlia Bernadette e Joseph malgrado l'orrore non esita ad acconsentire. Diventa quindi genero di Tom ma compie la propria vendetta contro il marito fedifrago causandone egli stesso la fine, su mandato delle società che frequenta, minacciando di rendere note tutte le malversazioni del politico.
Tom ha un colpo al quale sopravvive in stato vegetativo, accudito da figlia e genero e onorato da tutti, perché la verità non è mai trapelata. Rimasto vedovo, Hennessey aveva sposato una giovane, Elizabeth, con un bambino, Courtney, che aveva formalmente adottato. In realtà il bimbo era suo mentre al pubblico si era data una versione secondo cui Elizabeth era vedova di un eroe di guerra, per non rovinarne la reputazione. Ma Bernadette, presa da gelosia per il padre e astio, odia Elizabeth e il figlio e non manca di infliggere umiliazioni ai due, specie dopo la morte di Tom, incolpando i due segretamente della morte della madre, che peraltro non ha mai amato. Dopo anni, Joseph si accorge del fascino e della signorilità di Elizabeth, molto contrastanti con la rozzezza di Bernadette, ereditata dal padre cui somiglia spiccatamente; i due divengono amanti e Joseph sistema Elizabeth con il figlio ormai cresciuto nella casa attigua alla proprietà Hennessey, quella che aveva costruito per sé e per i suoi fratelli, ora deserta.  La vicinanza e i rapporti frequenti tra i giovani Armagh e Courtney favoriscono un amore tra questi e Anne-Marie, figlia primogenita, con il gemello Rory, di Joseph e Bernadette, dacché tutti i ragazzi sono stati tenuti all'oscuro delle origini del giovane.
La riservatezza e la lingua tagliente di Joseph sono il motivo per cui non è ritenuto del tutto affidabile nelle due società economico-politiche che frequenta. Gli viene assegnato un ulteriore piano rischioso, chiedendogli di rovinare o almeno fermare un senatore riformista incorruttibile, Bassett. Nelle indagini segrete promosse da Joseph emerge l'onestà a tutta prova di Bassett e che l'unico suo punto debole è la presenza di un nonno di colore ed ex schiavo, del quale l'uomo ha nascosto l'esistenza. Minacciato di rivelazioni, Bassett reagisce togliendosi la vita: a Joseph è però recapitato un biglietto con una maledizione lanciata dalla sua vittima: che nessuna delle persone che gli sono care possa mai avere felicità o successo. Sembra incredibile, tanto più che di recente Joseph ha ritrovato il fratello Sean, divenuto un brillante e richiesto tenore. Eppure una ridda di disgrazie si abbatte su quanti gli stanno vicino.
In breve tempo infatti si assiste alla rovina di Anne-Marie, di Sean, di Kevin, di Harry Zeff, di Clair Montrose Devereaux. Ad Anne-Marie la madre, con perfidia e per vendicarsi di marito e amante, rivela la consanguineità che le impedisce di sposare Courtney, cosicché ella si lancia a cavallo nel bosco e investe un albero; rimane in vita, ma ha perso le facoltà mentali e solo per volontà di Joseph, a sua volta desideroso di punire la moglie, continua a vivere in casa assistita dal personale di servizio. Sean, segretamente omosessuale, è assassinato da un suo impresario, preso da gelosia: a fatica Dineen riesce a tacitare lo scandalo ma da una sua lettera reticente ma velatamente allusiva Joseph esterrefatto comprende le motivazioni del gesto e infine quello che per anni gli era stato tenuto segreto sul fratello. Kevin parte a diciotto anni per la guerra ispano-americana come reporter e muore stroncato da una pallottola vagante, alle Filippine, quando la guerra è pressoché finita. Harry, l'unico vero amico di Joe, si spara al cuore e dal testamento emerge che soffriva per le incombenze richiestegli da Joseph (al quale lascia il suo messale rivelando il rimorso e una spiritualità nascosta). Montrose-Devereaux perde la vita in un incidente ferroviario di scarsa entità. Persino Elizabeth sembra malata, ma si attribuisce il suo stato al fatto che il figlio Courtney si è allontanato da lei e, giunti in Italia nel corso del loro viaggio in Europa alla ricerca di una cura per Anne-Marie, si è fatto monaco ad Amalfi.

### Parte seconda: Rory Daniel Armagh
Fin dalla più tenera età, Rory ha saputo che il padre lo destinava alla politica e a diventare il primo presidente cattolico degli Stati Uniti d'America. A questo scopo il ragazzo aveva ricevuto una splendida educazione, che si accompagnava a una grande quantità di doti naturali, quali la bellezza ereditata dalla nonna materna e dal nonno paterno, la sportività, la simpatia spontanea. Al contempo, Rory sapeva dissimulare e nascondere bene i propri sentimenti esattamente come il padre. A 24 anni, desideroso di terminare gli studi e diventare avvocato, aveva più volte assistito a riunioni inerenti alle varie attività paterne; non riusciva però a credere seriamente che vi fosse un organismo segreto capace di condizionare le scelte dei governi, specialmente di quelli europei.
Innamoratosi egli di una fanciulla di Boston, Marjorie Chisholm, i due giovani si erano sposati in segreto, aspettandosi l'opposizione di entrambe le famiglie alla loro unione. In attesa di potersi impiegare come avvocato, Rory trascorreva qualche periodo con la giovane moglie. Ma, durante un viaggio in Europa, Rory conosce Claudia, ragazza fatua e poco intelligente ma assai ricca e viziata, molto decorativa e adatta a grandi impegni mondani. Joseph decide che Claudia sia la sposa ideale per il figlio e, quando questi si rifiuta, Joseph, attraverso le solite indagini, scopre il matrimonio segreto.
Prima di parlare con il figlio, Joseph si reca a Boston dal padre di Marjorie e, imprevedibilmente, si rende conto che quegli non sarebbe stato contrario ed il legame sarebbe stato positivo anche dal proprio punto di vista, ma ormai ha già dato fondo alle consuete minacce di rovinare l'onore della ragazza, se questa non avesse acconsentito a far sciogliere il matrimonio. La giovane, costretta, finisce con molto rammarico per informare Rory che il loro matrimonio è stato annullato e si rifiuta perciò di rivederlo, finché, convinto di non essere più amato, Rory si piega alla volontà paterna e sposa Claudia. Dal matrimonio nascono in breve quattro bambini, che né lui né suo padre amano considerandoli garruli, queruli e stupidi.
Intanto Joseph riceve altre gravi scosse: mentre è con la figlia Anne-Marie, lei, dopo uno sprazzo di lucidità in cui parla al padre come la donna matura che sarebbe stata senza il trauma al cervello ma anche un episodio di visione remota in punto di morte simile a quello che Joseph ricordava avesse avuto anche la madre, entra in coma e muore in poche ore. Contemporaneamente è morto ad Amalfi anche Courtney. Joseph raggiunge Elizabeth per condividere il dolore della perdita dei rispettivi figli e in quell'occasione comprende che la donna da tempo è gravemente ammalata di un cancro inoperabile. I due si congedano ed Elizabeth muore circa una settimana dopo.
Nel frattempo, Rory è divenuto un giovane politico molto promettente ma, non fidandosi del tutto di suo padre, le società di finanzieri che manovrano per avere nei governi uomini di loro gradimento, ed in questo sono state favorite da Joseph, si oppongono però alla presentazione della candidatura di Rory alla Presidenza, sostenendo invece Woodrow Wilson. Indignato, Joseph decide che porterà avanti i suoi piani per il figlio, a dispetto di qualsiasi opposizione. Così il giovane, affiancato da Timothy Dineen, che nel frattempo ha ricoperto il ruolo lasciato vacante dalla morte di Harry Zeff, dà inizio alla sua campagna politica. Nell'incontrare elettori e giornalisti, si rende però conto che il Paese soffre per il mantenimento di molte ingiustizie e le promesse rimaste senza seguito. In lui avviene un cambiamento che lo induce a esporsi in senso fortemente riformista. Si concede anzi al pubblico, rifiutando la prudenza e le guardie del corpo che gli vorrebbero imporre il padre e Timothy. Entrato nella sala di un grande albergo per tenere un discorso, d'improvviso scoppia un tumulto e Rory è raggiunto da un colpo di pistola. La morte lo coglie accanto a Marjorie, che, dopo tanti anni di lontananza, era venuta a sentire il discorso.
Timothy, da quando era entrato in casa Armagh, aveva nutrito un delicato sentimento d'amore per Mary Regina, pur sapendo che la giovane non sarebbe mai stata sua. Dopo la tragedia di Rory, egli va a trovare lei, suor Marie-Bernard, nel convento di clausura in Maryland dove si trova. Le annuncia anche la morte improvvisa di Joseph. La religiosa si convince che l'amatissimo fratello sia morto di crepacuore per tutte le disgrazie che ha sopportato, a partire dalle scelte di vita con cui lei e Sean, non per cattiveria ma solo per incomunicabilità, lo avevano irreparabilmente ferito. Le parole di Mary Regina, così estranee alle malvagità perpetrate da Joseph e dagli uomini del suo stampo, toccano profondamente il cuore dell'uomo e gli restituiscono pace e sollievo mai provati prima.

## Personaggi
- Joseph Francis Xavier Armagh - Nato in Irlanda circa a metà dell'800, giunge negli Stati Uniti all'età di 13 anni, insieme ai due fratelli minori. È imbarcato su una nave di disperati emigranti irlandesi che fuggono dalla fame e dalla crudeltà del governo inglese. In età adulta, quando ormai è ricchissimo e molto temuto, ha un amore mai dichiarato per Katherine Hennessey, di cui però sposerà la figlia Bernadette. I suoi figli sono i gemelli Rory e Anne-Marie e il più giovane Kevin. Il grande amore della sua vita matura è Elizabeth Hennessey.
- Moira (Mary Armagh) - Madre di Joseph, di Sean e di una neonata; in prossimità delle coste americane, la donna muore per le conseguenze del parto. Fa promettere al primogenito Joey che mai abbandonerà i fratelli. Suo marito, Daniel Armagh, è sempre stato un debole, che non ha saputo salvaguardare la famiglia, anzi l'ha gettata nella miseria; ma è morto improvvisamente di malattia, quando i suoi stavano per raggiungerlo in America.
- Sean Paul Armagh - Fratello di Joseph, ha sei anni all'arrivo in America. Sistemato con la sorellina in un orfanotrofio cattolico di Winfield in Pennsylvania, vi è mantenuto per lunghi anni dal fratello che si prodiga per fargli avere un'istruzione. Portato per le arti, ha rielaborato i ricordi d'infanzia finendo con il credere di essere stato abbandonato da Joseph, che accusa di aver pensato solo a fare denaro. Quando fallisce gli studi ad Harvard, Joseph finisce con il cacciarlo. Dopo molti anni riappare come tenore, ma viene assassinato in circostanze equivoche.
- Mary Regina Armagh - Sorella minore di Joseph, nata a bordo della nave che li conduceva in America. Una signora (Katherine Hennessey) la vorrebbe adottare, ma Joseph si oppone e la fanciullina resta all'orfanotrofio con Sean. Quando, a 13 anni, può andare a vivere con i due fratelli, riesce per qualche tempo a dare affetto e serenità a Joey, ma sente la vocazione e, poiché non rinuncia ad entrare in convento, Joseph la cancella dal suo cuore. Assumerà il nome di Suor Marie-Bernard.
- Suor Elizabeth - Responsabile dell'istituto dove crescono Sean e Mary Regina. Immediata, attiva e generosa per quanto severa, Joseph la stima e nutre per lei immensa fiducia.
- Signor Healey (Ed, Edward Cullen Healey) - Imprenditore di origine irlandese, si è arricchito con lo sfruttamento dei giacimenti petroliferi a Titusville (Pennsylvania). Conosce Joseph su un treno e lo apprezza fin dal primo momento. Con il tempo, sempre più convinto che Joseph sia il figlio che mai ha potuto avere, lo fa salire fino al ruolo di segretario ed infine di erede principale del suo enorme patrimonio.
- Haroun Zieff, poi Harry Zeff - Ragazzo quindicenne di origine libanese, conosce Joseph sul treno per Titusville, dove entrambi vanno a cercare lavoro. Rimasto intrappolato con il piede nell'attaccatura dei vagoni, è salvato da Joseph e quindi preso sotto la protezione del Signor Healey. Diviene anch'egli molto ricco, sarà il braccio destro di Joseph. Sposa una modesta cameriera di casa Healey e ha due figli. Muore suicida, dopo aver beneficato molte opere caritative.
- Signor Montrose (Clair Devereaux) - Segretario di Healey, è un gentiluomo del Sud in incognito. Si occupa di istruire Joseph nell'uso delle armi e quindi di aprirlo a imprese rischiose di contrabbando. Più tardi, grazie a Joseph, riesce a recuperare le sue terre in Virginia. Il figlio Charles diverrà col tempo uno dei principali collaboratori di Joseph.
- Tom Hennessey - Figlio di un immigrato irlandese, volgare e disonesto, è dedito alla politica e agli affari. Diviene senatore, ma alla fine è costretto da Joseph a lasciare la carriera.
- Katherine Hennessey (cognome di nascita ignoto) - Prima moglie di Tom, che ella ha sposato a sedici anni per amore malgrado l'uomo ne fosse assai più anziano e non la ricambiasse, mirando solo al suo denaro. Ne ha una figlia, Bernadette. Finirà stroncata da un colpo a trentaquattro anni. È la donna amata in segreto da Joseph.
- Bernadette Hennessey - Figlia di Tom e Katherine. Di carattere grossolano e prepotente, è però innamorata di Joseph e lo sposa. Lei ignora che il matrimonio è avvenuto perché la madre, in punto di morte, l'aveva chiesto come ultimo desiderio a Joseph e che egli lo avesse devotamente promesso. Nel corso della sua vita, Bernadette si nutrirà di odio e gelosia, verso Mary Regina, verso i figli, verso la seconda moglie del padre e il di lei figlio.
- Elizabeth Hennessey (nome di nascita ignoto) - Giovane di ottima famiglia, sedotta e resa madre da Tom Hennessey. Incinta, avvicina Katherine per chiederle di lasciare libero il marito, ignorando che la presunta rivale è invece all'oscuro di tutto, pur sapendo che il marito la tradisce e non la ama: è proprio lo choc della rivelazione quanto alla gravidanza a riuscire fatale alla donna. Dopo la morte di Katherine, la nascita del figlio Courtney e un congruo periodo, sposa Tom e si stabilisce nella casa dove vivono Bernadette (sposata a Joseph) e i loro figli. Amerà Joseph e ne sarà amata per tutta la vita.
- Senatore Bassett - Uomo politico riformista assolutamente onesto. Tuttavia un gruppo occulto, di cui Joseph fa parte, decide di rovinarlo e affida a Joseph questa incombenza. Non emergono episodi che possano compromettere Bassett, tranne che aveva un nonno di colore ed ex schiavo. Minacciato da Joseph, il senatore preferisce togliersi la vita, piuttosto che il suo segreto venga a conoscenza della moglie, ma lancia a Joseph una maledizione, secondo la quale nessuna, tra le persone care a Joseph, avrà bene o successo.
- Timothy Dineen - Inizialmente precettore in casa di Joseph, si occupa dapprima di Sean e Mary Regina, quindi di Rory, Anne-Marie, Kevin e Courtney, i ragazzi di casa Armagh-Hennessey. In seguito diviene segretario di Joseph.
- Rory Daniel Armagh - Figlio primogenito di Joseph e Bernadette, destinato dal padre a diventare il primo presidente cattolico degli Stati Uniti d'America. Bello, sportivo, splendidamente educato e dotato di una capacità eccezionale di autocontrollo, conoscerà il dolore dell'amore corrisposto ma interrotto dalla volontà paterna.
- Anne-Marie Armagh - Sorella gemella di Rory. Di carattere dolce, si innamora di Courtney, dal quale sarà strappata brutalmente dalla rivelazione della madre del loro legame di consanguineità. Distrutta dal dolore, la ragazza si lancia a cavallo nel bosco e incorre in un incidente che la priva delle facoltà mentali e la fa regredire all'età dei giocattoli e dei pannolini. Si riprenderà solo per pochi minuti in punto di morte. Figlia prediletta di Joseph, rimane in casa per volontà di lui, che si oppone al ricovero in un istituto; però Joseph, grazie a Kevin e Courtney, non saprà mai chi abbia rivelato la verità alla figlia e causato il disastro.
- Kevin Armagh - Fratello minore di Rory e Anne-Marie, ha circa sei anni meno di loro. Chiuso di carattere, studioso e unico tra i fratelli ad avere un certo affiatamento con la madre, la protegge nelle circostanze che portano all'incidente di Anne-Marie e dalla vendetta del marito. A diciotto anni, si imbarca come reporter per seguire la Guerra ispano-americana e, mentre si trova alle Filippine, rimane ucciso da una pallottola vagante.
- Courtney Hennessey - Figlio di Tom ed Elizabeth, fratello minore di Bernadette. Per non rovinare l'onore di Elizabeth, approfittando della Guerra di secessione americana, si è divulgato che il piccolo fosse figlio di un eroe caduto e che Tom lo avesse solo adottato. All'oscuro della verità, Courtney e Anne-Marie si innamorano e non comprendono l'opposizione dei genitori a un loro legame. Courtney è informato dalla madre (troppo tardi) e non può impedire che Anne-Marie abbia da Bernadette la rivelazione, per lei così devastante. Allontanatosi dalla madre, si ritira ad Amalfi, dove diviene monaco. Morirà in giovane età.
- Marjorie Chisholm - Fanciulla appartenente a un'illustre famiglia di Boston, sposa in segreto Rory Armagh. Più tardi, Joseph scopre il legame e pretende che il matrimonio sia sciolto: a tal fine minaccia il padre della ragazza di trascinarla nel fango. Marjorie si sacrifica per Rory, che amerà sempre e al quale sarà vicina al momento della morte.
- Albert Chisholm - Avvocato di Boston, padre vedovo di Marjorie. Quando scopre la verità sul matrimonio della figlia con Rory Armagh, si mostra ben disposto e oppone alle minacce di Joseph un atteggiamento di ragionevolezza e probità.
- Claudia Worthington Armagh - Moglie di Rory. Gli dà quattro figli, Daniel, Joseph, RoseMarie e Claudette. Molto decorativa e adatta a ricevimenti, sembra la compagna ideale per un giovane politico come Rory, destinato alla Presidenza degli Stati Uniti. Non sospetta mai che il marito non la ami e fatichi a sopportare la maleducazione e la chiassosità dei loro figli.

## Opere derivate
Dal libro, nel 1976, è stata tratta la miniserie televisiva Capitani e Re.

## Edizioni
- Taylor Caldwell, I capitani e i re, traduzione di Adriana Macchetta, Accademia, Milano 1974
- Taylor Caldwell, Capitani e re, traduzione di Adriana Macchetta, Accademia, Milano 1979